# El Romeral (Málaga)
El Romeral es un barrio perteneciente al distrito Teatinos-Universidad de la ciudad andaluza de Málaga, España. Según la delimitación oficial del ayuntamiento, limita al norte con el barrio de Torre Atalaya; al este, con los barrios de Ciudad Santa Inés y Finca La Palma; al sur, con el Campus Universitario de Teatinos; y al oeste con El Cónsul 2.

## Transporte
En autobús queda conectado mediante las siguientes líneas de la EMT: 
| Línea | Trayecto                              | Recorrido | Frecuencia    |
| ----- | ------------------------------------- | --------- | ------------- |
| 8     | Alameda Principal - Hospital Clínico  | Recorrido | 13 minutos    |
| 23    | Alameda Principal - Parque Cementerio | Recorrido | 25-30 minutos |